# Wilhelm von Brockhausen

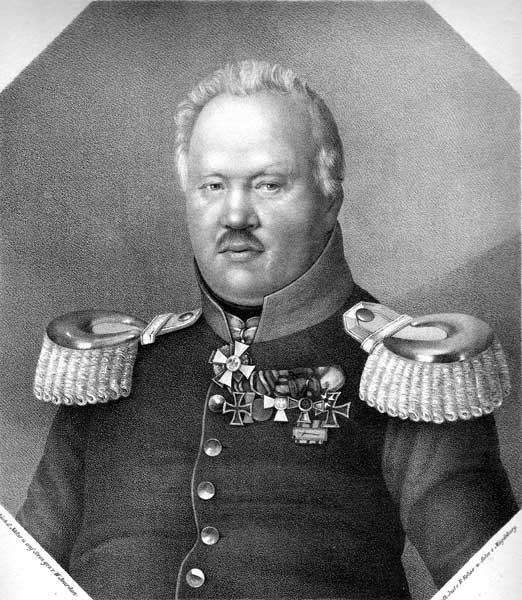
Wilhelm von Brockhausen

Wilhelm Ernst Adolf Adam von Brockhausen, auch Brockhusen (* 18. April 1773 in Göhren; † 16. März 1858 in Berlin) war königlich preußischer General und Ehrenbürger Wittenbergs.

## Leben

### Anfang und Militärkarriere
Wilhelm Ernst Adolf Adam von Brockhausen wurde als Sohn von Adam Christoph (1718–1791) und Johanne Luise Friederike von Brockhausen, geb. von Behmen (1742–1793) in Göhren geboren. Am 4. Juni 1785 trat er als Gefreiter Korporal in das Infanterieregiment 12 von Wunsch Prenzlau ein. Er wurde dort am 12. Juni 1787 Fähnrich und am 25. Mai 1780 Sekondeleutnant. Als solcher machte er 1792–95 den Feldzug gegen Frankreich mit. Bei diesem war er bei Gefechten wie der Schlacht von Kaiserslautern, der Kanonade von Valmy, bei der Belagerung von Landau, bei Königstein, bei Geisweiler, bei Trippstadt, bei Schierstein, bei Heltersberg und bei Johanniskreuz dabei. Am 22. November 1799 wurde er inspektierender Adjutant der märkischen Infanterie-Inspektion des Generalleutnants von Kleist in Magdeburg. Am 6. Januar 1800 wurde er Premierleutnant, am 3. September 1801 Stabskapitän und am 24. März 1803 Kapitän. In Magdeburg lernte er eine Verwandte seines Vorgesetzten, Augusta von Kleist (* 7. September 1784, † 4. Februar 1858) kennen, die er am 11. August 1805 ehelichte. Die Ehe war kinderlos.

### Zeit während der Befreiungskriege
Während der Befreiungskriege 1813–14 kam er am 28. April 1813 als Adjutant zum General von Heister. Am 27. Juli 1813 wurde Brockhausen Major und Adjutant des Fürsten von Bülow. Später war er als Verbindungsoffizier zum russischen General-Kommando von Sachsen. Während der Zeit der Befreiungskriege war Brockhausen an diversen Kampfeinsätzen beteiligt: den Schlachten bei Bautzen, an der Katzbach (wofür er das Eiserne Kreuz 2. Klasse erhielt), und bei der Wartenburg, der Völkerschlacht bei Leipzig, den Schlachten bei La Rothiere (wofür er das Eiserne Kreuz 1. Klasse erhielt), Montmirail, Craon, und Laon, sowie den Gefechten bei Haynau, bei Mannheim, bei Brienne, bei Chateau-Thierry und bei Meaux. Am 19. Oktober 1814 wurde er Adjutant des General-Gouverneurs in Dresden, kam am 23. Mai 1815 als Adjutant zum Grafen York und wurde am 3. Oktober 1815 Oberstleutnant. Des Weiteren erhielt er während der Befreiungskriege die Auszeichnungen des Goldenen Ehrensäbels, den schwedischen Schwertorden, den russischen Georgsorden der IV. Klasse, den Wladimirorden der IV. Klasse und den Annenorden der II. Klasse.

### Wittenberger Zeit
Am 27. Oktober 1815 kam er als zweiter preußischer Kommandant in Wittenberg zum Einsatz. Durch die Beschlüsse des Wiener Kongresses war das einst sächsische Wittenberg am 21. Mai im Jahre 1815 zu Preußen gekommen. Als Kommandant Wittenbergs bestand Brockhausens Aufgabe darin, eine preußische Garnison einzurichten. Die einstigen Universitätsgebäude wurden zu Kasernen umgebaut, und das Schloss wurde 1819 zur Zitadelle. Die Garnison bestimmte von nun an das wirtschaftliche und bürgerliche Leben in der Stadt. Besonders die Erhaltung der wehrhaften Festungsanlagen Wittenbergs war ein Anliegen Brockhausens. Da die Wittenberger während der durchlebten Besatzungszeit der Franzosen in den Befreiungskriegen viel Leid erlitten hatten, verspürten die Bürger unter dem preußischen Regiment nun wieder die Freiheit, die sie lange ersehnt hatten. Daher stellten sich die Bürger, die Handwerker und Gewerbetreibenden erheblich auf die Militärangehörigen ein.
Während seiner Amtszeit in Wittenberg nahm Brockhausen nicht nur regulierende Aufgaben wahr, sondern erfüllte auch repräsentative Pflichten. Als im Jahre 1817 der preußische König Friedrich Wilhelm III. die Stadt zum Reformationsjubiläum am 31. Oktober besuchte, fand er bei seinem treuen Stadtkommandanten Quartier. Bei der Grundsteinlegung der Schlosskirche am 1. November 1817 schlug man neben dem den Namen des Königs auch den des Wittenberger Stadtkommandanten Wilhelm von Brockhausen in den marmornen Grundstein der Schlosskirche. Als am 26. November 1823 die Prinzessin Elisabeth von Bayern auf ihrer Reise zur Vermählung mit dem damaligen Kronprinzen und späteren König Friedrich Wilhelm IV. Wittenberg durchquerte, empfing der am 30. März 1823 zum Oberst ernannte Brockhausen dieselbige im heutigen Ortsteil Pratau und begleitete sie mit ihrem Gefolge zu seiner Kommandantur, wo sie Quartier nahm. Einen ähnlich hohen Besuch konnte er am 8. Juni 1829 empfangen. Damals traf die Prinzessin Auguste von Sachsen-Weimar in Wittenberg ein. Die Prinzessin befand sich auf der Durchreise zu ihrer am 11. Juni in Berlin stattfindenden Hochzeit mit dem Prinzen Wilhelm von Preußen, dem späteren Kaiser Wilhelm I. Der Prinz war bereits eine Stunde vor ihrer Ankunft in Wittenberg eingetroffen und stieg im Hotel „Zur Goldenen Weintraube“ ab. Nach einem gemeinsamen Essen in der Kommandantur reiste der Prinz wieder nach Berlin, während die spätere Kaiserin in der Kommandantur bei der Familie des Stadtkommandanten übernachtete. Am 30. März 1837 ernannte man den Stadtkommandanten von Wittenberg zum Generalmajor.

### Berliner Zeit
Als Brockhausen zum Ende seiner Dienstzeit Wittenberg im Jahre 1835 nach Berlin verließ, entschlossen sich die Stadtväter Wittenbergs, ihm die Ehrenbürgerwürde Wittenbergs zu verleihen. Damit wurden seine bald 20-jährigen Verdienste als Stadtkommandant bei tätiger Fürsorge, Humanität und freundlichem Wohlwollen geehrt. Am 4. Juni 1835 überreichte die Vertreterdelegation unter Vorsitz des Bürgermeisters Fließbach die Ehrenbürger-Urkunde. Am selben Tage wurde ihm auch anlässlich seines 50-jährigen Dienstjubiläums der Rote-Adler-Orden der II. Klasse verliehen. Am 4. März 1837 wurde Brockhausen als Generalmajor mit einer für damalige Zeiten ansehnlichen Rente in den Ruhestand versetzt. Auf dem Gut seiner Frau in Gebersdorf stiftete das Ehepaar Brockhausen 1841 eine heute noch existierende Glocke, die die Wappen der Familien Brockhausen und Kleist trägt.